# Diego Osorio de Escobar
Diego Osorio de Escobar y Llamas (1608, Villabad, España-17 de octubre de 1673, Puebla, Nueva España) fue religioso español, obispo de Puebla (1656-1673) y virrey interino de Nueva España desde el 29 de junio de 1664 hasta el 15 de octubre de 1664.

## Biografía
Diego Osorio de Escobar y Llamas nació en el seno de una familia de la nobleza gallega, los Osorio de Villabad. Sus padres, Cristóbal Mariño Osorio y Catalina de Aguiar y Bahamonde tuvieron también por hijo al capitán Juan Osorio de Escobar, caballero de la Orden de Santiago  y caballerizo del cardenal Sandoval, arzobispo de Toledo.

## Carrera eclesiástica
Osorio de Escobar y Llamas fue inquisidor y vicario general de la diócesis de Toledo. Fue miembro del clero secular, aunque muy cercano a los jesuitas. Fue elegido obispo de Puebla por recomendación del cardenal Baltasar Moscoso y Sandoval.
Asumió el cargo en 1656 y permaneció en él hasta su muerte en 1673. Construyó el convento de la Santísima Trinidad, el templo del Oratorio de San Felipe Neri y apresuró la construcción de la catedral, pagó por la capilla y altar de Nuestra Señora de Guadalupe. En 1663 fue nombrado arzobispo de México, pero él declinó la oferta con el fin de permanecer en la ciudad de Puebla (aunque administró la diócesis durante unos meses hasta la llegada del nuevo arzobispo, Alonso de Cuevas Dávalos).

## Servicio como virrey
Ejerció el cargo de virrey de Nueva España durante casi cuatro meses, de junio a octubre de 1664. Accedió al cargo para reemplazar al virrey Juan de Leyva de la Cerda, a quien le fue ordenado volver a España a causa de la corrupción. Osorio, al parecer, aceptó el cargo con reticencia. Fue un extraño en los asuntos profanos, y renunció a su virreinato en la primera oportunidad que dispuso para regresar a su diócesis en la ciudad de Puebla.
Durante su breve administración, envió 30 000 pesos a Cuba para la reparación del castillo de Santiago y la reconstrucción de la ciudad, que había sido destruida por los ingleses en 1662. También fundó una fábrica de pólvora y envió parte de la producción a Cuba. Tomó medidas para que la Armada de Barlovento se preparara para un ataque en la costa del Golfo de México. Aportó el dinero para la fortificación de Campeche. España se encontraba todavía en guerra con Inglaterra.
Reformó el servicio postal, que dejaba bastante que desear antes de su llegada a la administración y que tras su reforma fue mucho más eficaz. También reformó la comercialización de mercurio e intervino en una controversia entre los franciscanos y el gobernador de Yucatán.

## Regreso a Puebla
Después de renunciar como virrey en 1664, el obispo Osorio tuvo dificultades con su sucesor, Antonio Sebastián de Toledo Molina y Salazar. El obispo fue recluido en la ciudad de Tlatlauquitepec hasta 1666, cuando pudo regresar a su diócesis de Puebla. Murió allí en 1673 y su cuerpo fue enterrado en la catedral. Más tarde se trasladó a La Santísima Trinidad, el convento que el mismo había fundado.

## Obras
- Alegación Jurídica por los Derechos Decimales de las Santas Iglesias del Noreste.
- Alegación Canónica por la Dignidad Episcopal Angelopolitana.
- Jurisdicción Apostólica Delegada y Ordinaria sobre Erección de Monasterios Religiosos.